# Tennis Masters Cup 2002
La edición 33 de la Tennis Masters Cup se realizó en Shanghái, China, y se disputó en una cancha cubierta.

## Individuales

### Clasificados
- Andre Agassi
- Albert Costa
- Roger Federer
- Juan Carlos Ferrero
- Lleyton Hewitt
- Carlos Moyá
- Jiri Novak
- Marat Safin
- Suplente 1: Thomas Johansson
- Suplente 2: Fernando González

### Grupo rojo
| Resultados Round Robin-Win | Result-Res | -Winner-Winner-Winner-Win | -Score-Score-Score-Score |
| -------------------------- | ---------- | ------------------------- | ------------------------ |
| Lleyton Hewitt (AUS)       | derrota a  | Albert Costa (ESP)        | 6-2 4-6 6-3              |
| Carlos Moyá (ESP)          | derrota a  | Marat Safin (RUS)         | 6-4 7-5                  |
| Carlos Moyá (ESP)          | derrota a  | Lleyton Hewitt (AUS)      | 6-4 7-5                  |
| Albert Costa (ESP)         | derrota a  | Marat Safin (RUS)         | 3-6 6-4 6-3              |
| Lleyton Hewitt (AUS)       | derrota a  | Marat Safin (RUS)         | 6-4 2-6 6-4              |
| Carlos Moyá (ESP)          | derrota a  | Albert Costa (ESP)        | 7-6(9) 3-6 6-4           |

### Grupo dorado
| Resultados Round Robin-Win | Result-Res | -Winner-Winner-Winner-Win | -Score-Score-Score-Score |
| -------------------------- | ---------- | ------------------------- | ------------------------ |
| Roger Federer (SUI)        | derrota a  | Juan Carlos Ferrero (ESP) | 6-3 6-4                  |
| Jiri Novak (CHE)           | derrota a  | Andre Agassi (USA)        | 7-5 6-1                  |
| Juan Carlos Ferrero (ESP)  | derrota a  | Andre Agassi (USA)        | 7-5 2-6 7-6(8)           |
| Roger Federer (SUI)        | derrota a  | Jiri Novak (CHE)          | 6-0 4-6 6-2              |
| Juan Carlos Ferrero (ESP)  | derrota a  | Jiri Novak (CHE)          | 7-5 6-3                  |
| Roger Federer (SUI)        | derrota a  | Thomas Johansson (SUE)    | 6-3 7-5                  |

| Resultados Etapa Final-Win | -Winner-Winner-Winner-Win | Result-Res | -Winner-Winner-Winner-Win | -Score-Score-Score-Score |
| -------------------------- | ------------------------- | ---------- | ------------------------- | ------------------------ |
| Semifinal                  | Lleyton Hewitt (AUS)      | derrota a  | Roger Federer (SUI)       | 7-5 5-7 7-5              |
| Semifinal                  | Juan Carlos Ferrero (ESP) | derrota a  | Carlos Moyá (ESP)         | 6-7(8) 6-4 6-4           |
| Final                      | Lleyton Hewitt (AUS)      | derrota a  | Juan Carlos Ferrero (ESP) | 7-5 7-5 2-6 2-6 6-4      |

| Predecesor: 2001 | ATP World Tour Finals 2002 | Sucesor: 2003 |

- Datos: Q2094318